# Macronemurus jejunus
Macronemurus jejunus är en insektsart som beskrevs av Navás 1912. Macronemurus jejunus ingår i släktet Macronemurus och familjen myrlejonsländor. Inga underarter finns listade i Catalogue of Life.